# 吳琳 (明初官員)
吳琳（？—1374年），湖北黄冈人，明朝政治人物。
明初朱元璋攻下武昌时，吳琳因詹同推荐，入召为国子监助教。之后改为浙江按察司僉事，后升为兵部尚书。洪武六年，改为吏部尚书，与詹同同事。次年乞请归乡。朱元璋曾派遣使者观察，使者潜入其旁舍，见到一农夫在耕作，相貌端谨。使者上前问道，“这里有吴尚书么”，该农夫停下手上农活回答道，“我就是吳琳”。使者把其见闻回报，明太祖朱元璋深感嘉歎。